# Projecte Educatiu de Centre
El Projecte Educatiu de Centre (PEC) és un document que han de tenir tots els centres que imparteixen educació formal segons la LOE i que suposa el recull de l'ideari, el currículum educatiu, l'anàlisi de context i les normes de funcionament d'aquell centre. Inclou pautes sobre la metodologia bàsica que empraran els mestres i professors i ha d'estar a disposició de docents i famílies després de l'aprovació per part del consell escolar.
Aquest document actua com a marc d'altres com el projecte curricular o el projecte lingüístic i funciona com un text de referència per a qualsevol actuació educativa, ja que concreta els objectius, identitat i mitjans del centre escolar.
El PEC té aquesta estructura:
1. Principis Inspiradors.
2. Anàlisi de l'entorn.
3. NOFC (Normes d'organització i funcionament del centre).
4. PPC (Proposta pedagògica de centre o Projecte Curricular de Centre).
5. Projectes, plans i acords.
6. Col·laboració amb les famílies.
7. Indicadors de progrés.
8. Programació general.

El PEC és el document que defineix com funciona un centre educatiu. Inclou els principis rectors que el diferencien d'altres centres, adaptats a la realitat de l'entorn del seu alumnat i d'acord amb les conviccions pedagògiques dels seus docents; explicita les línies d'atenció a la diversitat i els objectius a mitjà termini; desglossa les línies mestres d'organització, que es concretaran al projecte curricular de centre i als horaris i assignacions de grups de cada curs i distribueix funcions entre els membres de la comunitat educativa. Aquest document és la base de les programacions dels professors i de qualsevol actuació singular que es vulgui dur a terme a l'escola i és objecte d'inspecció per part de l'administració, per tal de garantir que, com a institució educativa que és, s'adeqüi a les lleis vigents sobre educació i lleis generals del país.